# Corpus Catholicorum
Das Corpus Catholicorum ist die Bezeichnung der Vereinigung der katholischen Reichsstände am Reichstag des Heiligen Römischen Reiches. Das Direktorium hatte Kurmainz inne. Im Gegensatz zum Corpus Evangelicorum, der evangelischen Vereinigung der Reichsstände, war das katholische eher locker gefügt und trat nur sporadisch zusammen. Ein Grund hierfür war, dass die katholischen Reichsstände die beiden Gremien eigentlich nicht für rechtsgültig hielten, ein anderer, dass die katholische Seite durch den Kaiser und den Erzbischof von Mainz in dessen Funktion als Reichserzkanzler ohnehin ein strukturelles Übergewicht besaß, welches durch den Vorsitz im Reichsfürstenrat – abwechselnd durch das Erzherzogtum Österreich und das Fürsterzbistum Salzburg – noch verstärkt wurde.  
In der Gründung der beiden konfessionellen Interessenvertretungen und deren Hineinwachsen in das Verfassungsgefüge des Reiches lag eine der wesentlichen verfassungsrechtlichen Errungenschaften des Westfälischen Friedens. Zuvor hatte auch in der Auslegung von Zweifelsfragen bspw. des Augsburger Religionsfriedens von 1555, die eine konfessionelle oder religiöse Natur hatten, prinzipiell das Mehrheitsprinzip gegolten. 
In den letzten Jahrzehnten des 16. sowie zu Beginn des 17. Jahrhunderts war es nicht mehr gelungen, die wesentlichen theologischen Streitfragen innerhalb des Verfassungsrahmens des Reiches zu lösen. Die Folge war die Lähmung der verschiedenen Reichsorgane und schließlich die Bildung einerseits der Protestantischen Union im Jahre 1608 und andererseits der Katholischen Liga 1609 mit dem Ziel, den Religionsfrieden gegen Übergriffe der jeweils anderen Seite zu schützen. 
Gelang es vor und während des Dreißigjährigen Krieges nicht, diese extrakonstitutionellen Zusammenschlüsse in das Verfassungsgefüge zu integrieren, können Corpus Evangelicorum und Corpus Catholicorum letztlich als ideelle Nachfolger dieser Verteidigungsbündnisse betrachtet werden. Indem die Stände beider Konfessionen mittelbar in das Verfassungsgefüge integriert wurden, gelang es, eine jedenfalls in konfessioneller Hinsicht dauerhaft tragfähige konstitutionelle Friedensordnung zu etablieren.